# خیابان شهید مفتح
خیابان شهید مفتح (با نام سابق خیابان روزولت) با شماره‌گذاری معابر خیابان ۱۰۵ تهران یکی از خیابان‌های قدیمی تهران است که در منطقه ۶ شهرداری تهران واقع شده است و جهت شمالی-جنوبی دارد. خیابان شهید مفتح از شمال، از میدان هفت تیر شروع شده و در جنوب به خیابان انقلاب (دروازه دولت) ختم می‌شود. این خیابان در منطقه طرح ترافیک راهنمایی و رانندگی تهران بزرگ واقع شده است. نام این خیابان برگرفته از نام محمد مفتح، روحانی شیعه ایرانی است.
ورزشگاه شهید شیرودی (امجدیه) که تا پیش از ساخت ورزشگاه آزادی ورزشگاه نخست تهران و بزرگ‌ترین ورزشگاه فوتبال در تهران بود در این خیابان واقع است.
این خیابان به ایستگاه‌های مترو هفتم تیر و دروازه دولت که در دو سر آن است، دسترسی دارد.
در نقطه پایانی این خیابان در تقاطع خیابان انقلاب فعلی دروازه دولت (از دروازه‌های قدیمی شمال تهران) قرار داشت.